# Нафтовий вал
Нафтовий вал (рос. нефтяной вал; англ. oil bank; нім. Erdölwelle f) — суцільна маса (зона) підвищеної нафтонасиченості у вигляді валу перед водонафтовим фронтом у покладі під час витіснення газованої нафти водою (полімерним розчином і т. д.).
Частина пласта, де насиченість нафтою збільшена завдяки застосуванню вдосконаленого методу видобутку нафти.